# فرودگاه گریت بریر
فرودگاه گریت بریر (به انگلیسی: Great Barrier Aerodrome) یک فرودگاه همگانی با کد یاتا GBZ است که یک باند فرود چمن دارد و طول باند آن ۶۲۰ متر است. این فرودگاه در کشور نیوزلند قرار دارد و در ارتفاع ۶ متری از سطح دریا واقع شده‌است.

## شرکت‌های هواپیمایی و مقصدهای پروازی
| شرکت‌های هواپیمایی | مقصدهای پروازی                                            |
| ----------------- | --------------------------------------------------------- |
| بریر ایر          | اوکلند، آبی نورث شور، Okiwi، تائورانگا، وانگری، Whitianga |
| Flight Hauraki    | آردمور، ویهک آیلند                                        |
| فلای مای اسکای    | اوکلند، Okiwi                                             |
| FlyStark          | آردمور، Whitianga                                         |
| سان‌ایر            | آردمور، همیلتون، تائورانگا، وانگری، Whitianga             |